# Снежана Вујовић Николић
Снежана Вујовић Николић је академски сликар, рођена 2. јуна 1959. у Земуну. Дипломирала је на Факултету уметности Универзитета у Београду, одсек сликарство 1984, на коме је завршила и последипломске студије 1987. године. Имала је више самосталних и групних изложби. Њене слике налазе се у бројним јавним и приватним галеријама широм света.